# Чандлер (Минесота)
Чандлер (енгл. Chandler) град је у америчкој савезној држави Минесота.

## Демографија
По попису из 2010. године број становника је 270, што је 6 (-2,2%) становника мање него 2000. године.
| Група             | 2000.       | 2010.       |
| Белци             | 226 (81,9%) | 206 (76,3%) |
| Афроамериканци    | 0 (0,0%)    | 2 (0,7%)    |
| Азијати           | 0 (0,0%)    | 0 (0,0%)    |
| Хиспаноамериканци | 48 (17,4%)  | 61 (22,6%)  |
| Укупно            | 276         | 270         |